# NGC 6099
NGC 6099 est une vaste galaxie elliptique relativement éloignée et située dans la constellation d'Hercule. Sa vitesse par rapport au fond diffus cosmologique est de 9 192 ± 6 km/s, ce qui correspond à une distance de Hubble de 135,6 ± 9,5 Mpc (∼442 millions d'al). NGC 6099 a été découverte par l'astronome américain Truman Safford en 1867.
Les galaxies NGC 6099 et NGC 6098 forment une paire de galaxies. Selon la base de données Simbad, NGC 6099 est une radiogalaxie.
À ce jour, une mesure non basée sur le décalage vers le rouge (redshift) donne une distance d'environ 268,000 Mpc (∼874 millions d'al). Cette valeur est à très loin à l'extérieur des valeurs de la distance de Hubble. Notons cependant que c'est avec la valeur moyenne des mesures indépendantes, lorsqu'elles existent, que la base de données NASA/IPAC calcule le diamètre d'une galaxie.